# This Above All
This Above All ist ein US-amerikanischer Spielfilm aus dem Jahr 1942 über eine patriotische junge Frau und ihre Bemühungen, ihren fahnenflüchtigen Verlobten zu überzeugen, dass es ehrenvoll ist, für das eigene Land zu sterben. Die Hauptrollen spielen Tyrone Power und Joan Fontaine unter der Regie von Anatole Litvak. Der Film basiert auf dem gleichnamigen Roman von Eric Knight.

## Handlung
England während der ersten Tage des Zweiten Weltkrieges. Prudence Cathaway, Tochter eines adligen Generals, schockiert ihre Familie mit der Ankündigung, sich im Freiwilligenkorps für Frauen (Women’s Auxiliary Air Force – WAAF) für den Sieg über Deutschland einzusetzen. Im Ausbildungszentrum lernt sie den jungen, gutaussehenden Clive Briggs kennen, der alle Adligen aus tiefstem Herzen verabscheut. 
Trotz ihrer unterschiedlichen Ansichten und sozialen Hintergründe verlieben sich die beiden und verbringen glückliche Stunden. Allerdings verschweigt Prudence ihre aristokratischen Wurzeln. Dann kommt es zum Eklat, als Clive gegenüber Prudence gesteht, dass er unmittelbar nach der Evakuierung der britischen Armee aus Dünkirchen Fahnenflucht begangen habe. Er wäre niemals dazu in der Lage, für eine so verkommene Oberschicht, wie sie England regiere, sein Leben zu lassen. Prudence hält eine flammende Rede über Englands Tugenden und die stolze Geschichte, doch vergeblich. Sie gehen auseinander, und im nächsten Moment wird Clive, der für einen Spion gehalten wird, niedergeschossen. Im Krankenhaus beschließt Clive, Prudence einen Antrag zu machen. Kurz vor der Operation, die über Leben oder Tod entscheiden wird, heiraten die beiden. Während Clive auf die Operation wartet, liest Schwester Emily den Neuvermählten einige Zeilen aus Hamlet vor und endet mit den Worten:  
„This above all: To thine own self be true. /And it must follow, as the night the day,/Thou canst not then be false to any man.“
Dann gehen die Luftschutzsirenen los, und während die Bomben fallen, versinkt das Krankenzimmer in Dunkelheit.

## Hintergrund
Mit dem Kriegsbeginn in Europa begannen die amerikanischen Studios mit einer ganzen Serie von Filmen, die Sympathie und Unterstützung mit dem kämpfenden englischen Volk zum Ausdruck brachten. This Above All, die Verfilmung eines populären Romans von Eric Knight, war einer der ersten dieser so genannten „hands across the Atlantic“-Filme. Weitere Filme waren Mrs. Miniver, The White Cliffs of Dover und In Which We Serve, die aus unterschiedlichen Perspektiven den ungebrochenen Willen und die Leidensbereitschaft der Briten in meist verklärter Weise postulierten. Das Studio überlegte zunächst, die männliche Hauptrolle mit Robert Donat oder Laurence Olivier zu besetzen, ehe die Wahl auf Tyrone Power, damals der größte männliche Star von 20th Century Fox, fiel. Joan Fontaine lehnte ihre Rolle anfänglich ab, bis David O. Selznick, bei dem sie unter Vertrag stand, die Schauspielerin mehr oder weniger zwang, das Engagement zu akzeptieren. Für die sechswöchigen Dreharbeiten erhielt Fontaine eine Gage von 75.000 US-Dollar.

## Rezeption
Die New York Times lobte die Adaption („Twentieth Century-Fox and Darryl F. Zanuck have derived a taut and poignant war film“) und betonte ausdrücklich, wie exakt und genau Film und Buch gerade in Bezug auf das tragische Ende übereinstimmen würden („Readers of the book will be happy to know that Twentieth Century-Fox has not violated the original's ending.“)

## Auszeichnungen
Bei der Oscarverleihung 1943 erhielt der Film vier Nominierungen in den Kategorien und gewann einen der Preise:
- Bestes Szenenbild (Schwarzweißfilm) – gewonnen
- Beste Kamera (Schwarzweißfilm)
- Bester Schnitt
- Bester Ton